# Drepananthus biovulatus
Drepananthus biovulatus là loài thực vật có hoa thuộc họ Na. Loài này được Jacob Gijsbert Boerlage mô tả khoa học đầu tiên năm 1899 dưới danh pháp Cyathocalyx biovulatus. Năm 2010 Surveswaran S. et al. chuyển nó sang chi  Drepananthus.

## Phân bố
Tây và tây bắc Borneo.